# Georg Christian Friedrich Lisch
Pour les articles homonymes, voir Lisch.
Georg Christian Friedrich Lisch, initialement seulement : Friedrich Lisch (né le 29 mars 1801 à Strelitz et mort le 22 septembre 1883 à Schwerin) est un historien, archéologue mecklembourgeois, archiviste du grand-duché de Mecklembourg-Schwerin, bibliothécaire et conservateur ainsi que héraldiste, éditeur et publiciste.

## Biographie

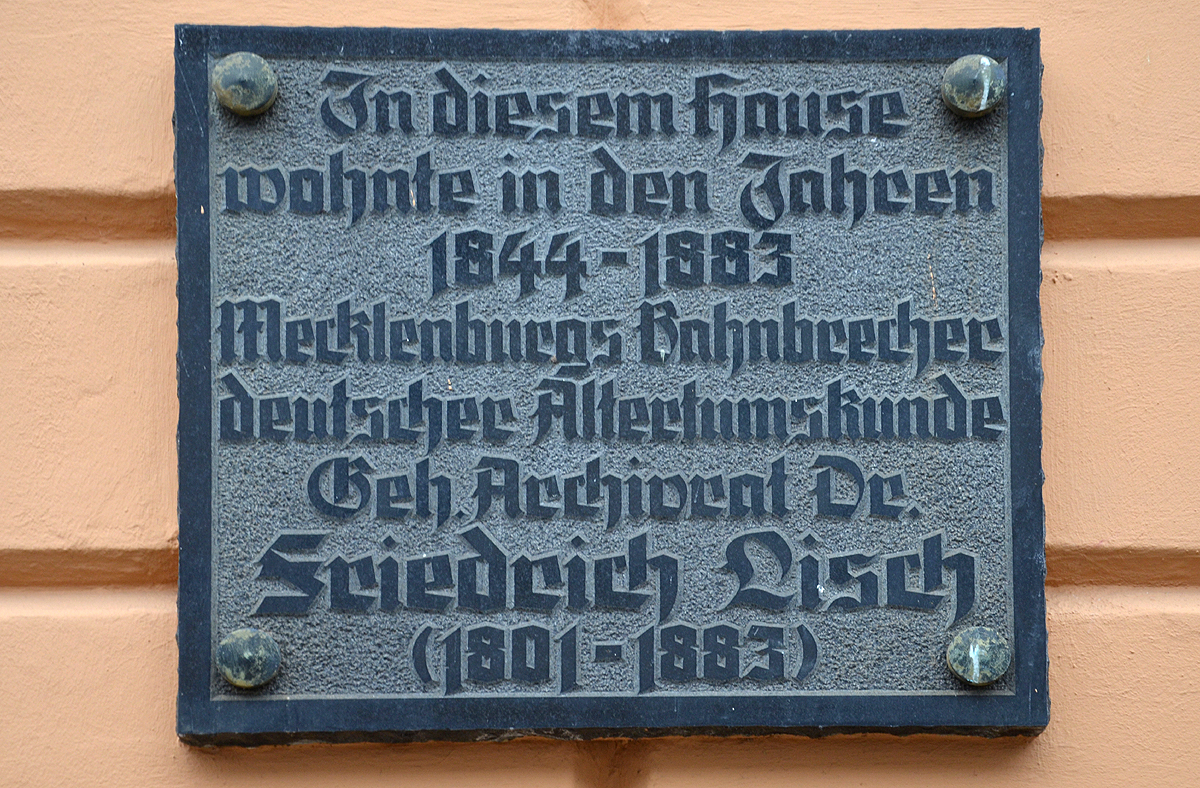
Plaque commémorative sur la maison de la Wismarsche Strasse 147 à Schwerin

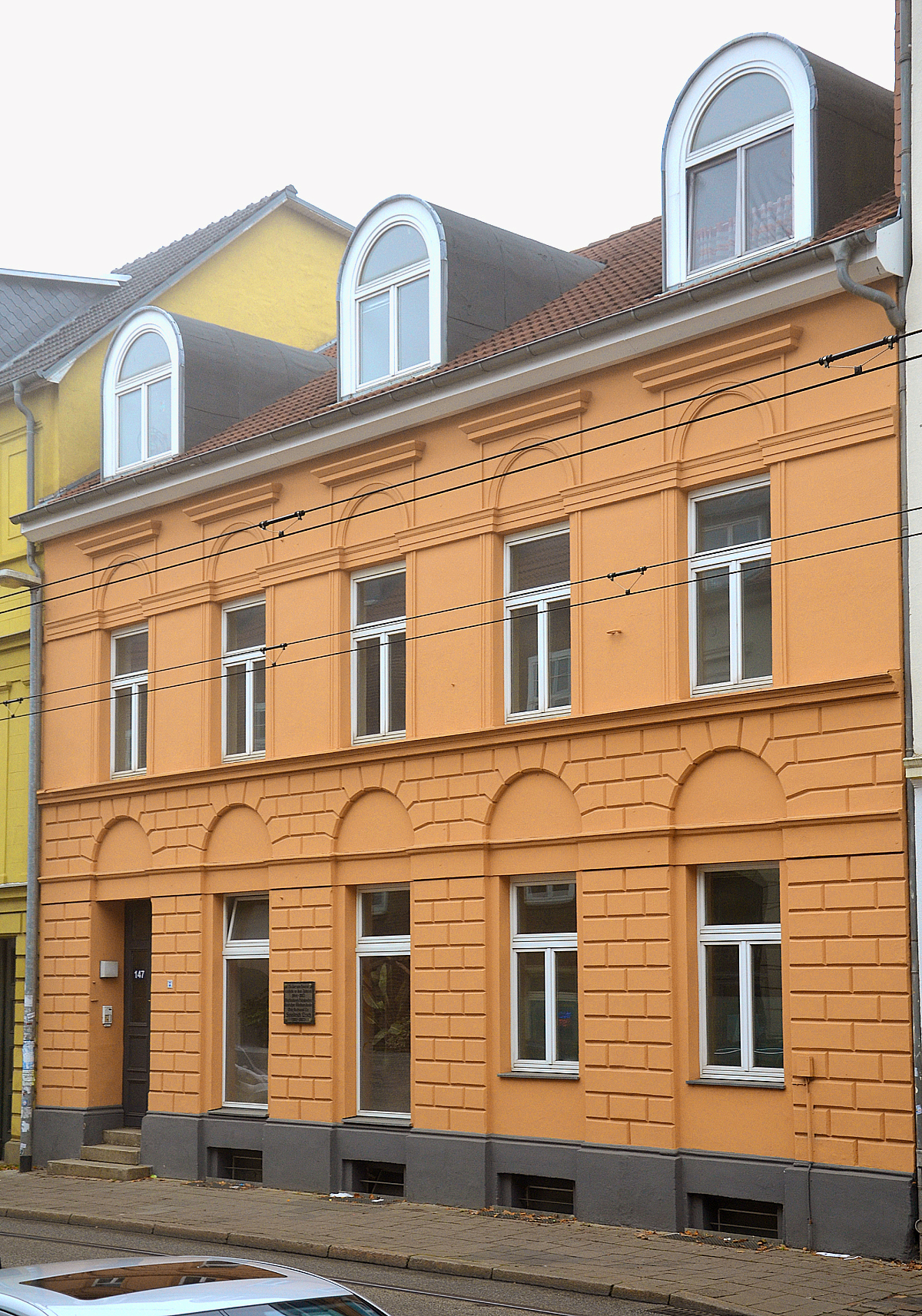
Le bâtiment classé de la Wismarsche Straße 147 à Schwerin, où Lisch a vécu à partir de 1844

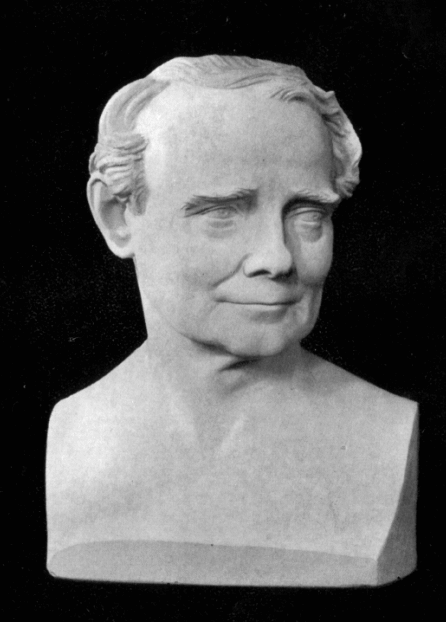
Friedrich Lisch. Buste de Christian Genschow, 1852

La descendance de Georg Christian Friedrich Lisch (il utilise initialement la forme Friedrich Lisch lui-même) est une question qui fait l'objet de nombreuses controverses parmi les chercheurs. On pense que l'avocat Carl Christoph von Kamptz (1769-1849), futur ministre royal prussien de l'État et de la Justice, est son véritable père. Cependant, il ne l'a pas légitimé. Friedrich Lisch grandit en tant que fils du valet ducal Johann Christian Lisch (1776-1844) et de sa femme Johanna Sophia Christiane, née Brunov (1775-1842).
Peu de temps après sa naissance, la famille déménage à Güstrow, où le père de Lisch obtient un emploi au tribunal de district. Friedrich Lisch passe son enfance et sa jeunesse à Güstrow en tant qu'aîné des quatre fils de ses parents. À partir de 1809, il étudie à l'école de la cathédrale de Güstrow (de) et réussit son examen d'inscription à l'automne 1822 avec distinction. Il étudie ensuite la théologie, la philosophie, l'histoire et les mathématiques à l'université de Rostock (1822-1824) et à l'université Frédéric-Guillaume de Berlin (1824-1826).
Après avoir d'abord travaillé comme précepteur privé à Tessin (Mecklembourg), Lisch trouve un emploi de collaborateur au lycée grand-ducal Frédéric (de) de Schwerin en 1827. En 1832, lorsqu'il est promu directeur d'une école privée pour filles, Lisch prend une part active à la réorganisation du système scolaire de Schwerin et fonde plusieurs nouvelles écoles.
Friedrich Lisch trouve sa véritable destinée dans le domaine de l'histoire régionale du Mecklembourg. Entre-temps, le grand-duc Frédéric-François Ier a remarqué Lisch, l'a nommé archiviste et l'a nommé aux archives secrètes et principales de Schwerin (de) en 1834. Avec la participation active de Lisch, l'Association pour l'histoire et l'antiquité du Mecklembourg est fondée l'année suivante, 1835, dont le moteur et l'âme sont Friedrich Lisch pendant près de cinq décennies. Il est le premier secrétaire de l'association, constitue les collections de l'association et publie les annuaires et les rapports annuels de l'association, dans lesquels il publie d'innombrables essais. À partir de la 4e année (1839), les annuaires sont imprimés et publiés dans le Tiedemann'sche Lithographic Institute de Rostock. L'album Meklenburg in Bilder est considéré comme l'aboutissement de la collaboration personnelle entre Lisch et Johann Gottfried Tiedemann. De 1863 jusqu'à sa mort, Lisch était également responsable en tant que rédacteur en chef du Mecklenburgisches Urkundenbuch.
Grâce à sa polyvalence et à son dynamisme, Lisch accède rapidement à des postes influents. En 1835, il est nommé bibliothécaire du gouvernement, en 1836, conservateur de la collection d'antiquités et en 1838, conservateur du cabinet des monnaies. Par un décret daté du 27 décembre 1852, le grand-duc Frédéric-François II nomme Lisch "conservateur des monuments artistiques historiques" de l'état de Mecklembourg-Schwerin. En tant que premier conservateur de monuments nommé par l'État dans le Mecklembourg, il doit également porter son attention sur les monuments qui ne sont pas soumis à la juridiction souveraine.
Peu de temps après sa nomination en tant que conservateur des monuments d'art historiques, la restauration intérieure de l'église de l'abbaye de Dobbertin (de) commence en 1853. Lisch est  nommé à la commission locale du bâtiment en tant que membre permanent du conseil consultatif pour la préservation des monuments. Des architectes et des artistes de renom sont impliqués dans les travaux jusqu'à l'automne 1857, avec lesquels Lisch a travaillé à plusieurs reprises. Bien qu'il y ait quelques disputes désagréables entre l'architecte de Wismar Heinrich Thormann (de), le maître d'œuvre de Schwerin Theodor Krüger (de), le sculpteur Gustav Willgohs (de), le peintre de la cour Gaston Lenthe et le peintre sur verre et porcelaine Ernst Gillmeister (de) au sujet des projets de décoration, c'est grâce aux idées équilibristes de Lisch que les travaux peuvent être achevés avec succès.
Pendant plus de quatre décennies, Friedrich Lisch donne à la recherche historique régionale du Mecklembourg l'empreinte décisive de sa phase d'épanouissement. En 1856, il est nommé conseiller aux archives, en 1867, conseiller secret des archives du grand-duché de Mecklembourg-Schwerin.
Lisch est également héraldiste. Il écrit des essais sur l'histoire des armoiries dans les annuaires du Mecklembourg. L'objectif de son travail est «l'histoire des armoiries épiscopales de Schwerin» et «à propos des armoiries du Mecklembourg».
Friedrich Lisch se marie trois fois et a huit enfants, dont le plus jeune fils Friedrich Wilhelm Lisch (1844-1905), dont on honore encore aujourd'hui la mémoire en tant que conseiller et syndic de la ville de Schwerin.

## Importance
Friedrich Lisch est l'un des historiens allemands les plus importants du XIXe siècle. Il est considéré comme le fondateur de la recherche préhistorique dans le Mecklembourg et comme cofondateur du système à trois périodes (âge de la pierre, âge du bronze, âge du fer), qui est suivi à ce jour par la chronologie de la préhistoire nordique.
En 1843, il devient membre correspondant de la Société d'histoire et d'antiquité des provinces baltes de Russie (de).
En 1852, Lisch est membre fondateur et jusqu'en 1853 membre du comité scientifique du Musée national allemand de Nuremberg (GNM) pour le sujet des antiquités païennes des Slaves (changées à sa propre demande en antiquités païennes du nord de l'Allemagne).
En 1849, Lisch reçoit un doctorat honorifique de l'Université de Rostock.
D'innombrables autres associations historiques en Allemagne et au-delà décernent à Lisch le titre de membre correspondant ou honoraire. Le grand-duc lui-même appelait en plaisantant Lisch « son Humboldt ».

## Distinctions
- Chevalier de l'ordre royal de l'Étoile polaire.
- Commandeur de l'ordre du Dannebrog

## Mémoire
Le prix du monument Friedrich-Lisch (de) décerné chaque année par l'État de Mecklembourg-Poméranie-Occidentale porte le nom de Georg Christian Friedrich Lisch.

## Œuvres (sélection)
L'œuvre littéraire et journalistique de Georg Christian Friedrich Lisch est difficile à étudier. À ce jour, plus de 4 000 monographies, ouvrages en plusieurs volumes et articles publiés par lui sont connus dans la bibliothèque d'État de Mecklembourg-Poméranie-Occidentale (de). La plupart des œuvres de Lisch peuvent également être utilisées publiquement sous forme de copies numériques via divers portails.
- Die verwandtschaftlichen Verbindungen des ältern Hauses Gans zu Putlitz mit altfürstlichen Geschlechtern. Schwerin 1841 (Digitalisat in der Digitalen Bibliothek Mecklenburg-Vorpommern)
- Meklenburg in Bildern. 4 Jahrgänge à 8 Hefte. Rostock 1842–1845 [Neudruck als Mecklenburg in Bildern. Edition Temmen, Bremen 1994.  (ISBN 3-86108-110-5); bisher 3 Auflagen]
- Joachim von Maltzan oder Urkunden-Sammlung zur Geschichte Deutschlands während der ersten Hälfte des 16. Jahrhunderts. Schwerin 1853 (Digitalisat bei Google Books)
- Urgeschichte des Ortes Malchow. Schwerin 1867 (Digitalisat bei Google Books)

## Sources non imprimées
- Archives principales d'État de Schwerin (de) (LHAS)
  - LHAS 3.2-3/1 Landeskloster/Klosteramt Dobbertin. Nr. 3235 Kirche, Verhandlungen und Gutachten über die Umgestaltung der Kirche zu Dobbertin 1854–1857
  - LHAS 12.3-6 Nachlaß Lisch.